# Ibson
Ibson, właśc. Ibson Barreto da Silva (ur. 7 listopada 1983 w Niterói) – piłkarz brazylijski grający na pozycji środkowego pomocnika. Od 2017 roku jest zawodnikiem klubu Minnesota United FC.

## Kariera klubowa
Karierę piłkarską Ibson rozpoczął w klubie CR Flamengo z miasta Rio de Janeiro. Do 2002 roku występował w drużynach juniorskich, a w 2003 roku awansował do pierwszej drużyny. 15 czerwca 2003 zadebiutował w barwach Flamengo w Série A w wygranym 2:1 meczu z CR Vasco da Gama. W debiutanckim sezonie rozegrał we Flamengo 7 spotkań, ale już w następnym był podstawowym zawodnikiem zespołu. Wraz z Flamengo dotarł do finału Copa do Brasil oraz wygrał dwa inne trofea – Campeonato Carioca i Taça Guanabara.
Na początku 2005 roku Ibson przeszedł za 1,8 miliona euro z Flamengo do FC Porto. W portugalskiej ekstraklasie zadebiutował 5 lutego 2005 w wygranym 2:1 wyjazdowym spotkaniu z GD Estoril-Praia, gdy w ostatniej minucie zmienił Héldera Postigę. Następnie do końca sezonu grał w podstawowym składzie Porto i zdobył w nim zarówno Puchar Portugalii, Superpuchar oraz mistrzostwo kraju. W sezonie 2005/2006 i 2006/2007 był rezerwowym w Porto. Wówczas dwukrotnie wywalczył mistrzostwo kraju oraz po jednym razie puchar i superpuchar kraju (oba w 2006 roku).
Na początku 2007 roku Ibson został wypożyczony z Porto do Flamengo. W 2007 roku strzelił 6 goli dla Flamengo, a w następnym – 11. W lipcu 2008 wypożyczenie zostało przedłużone o kolejny rok. W 2008 i 2009 roku wywalczył z Flamengo mistrzostwo stanowe, a w tym drugim przypadku został też mistrzem kraju.
13 lipca 2009 roku Ibson został sprzedany z Porto do Spartaka Moskwa za kwotę 5 milionów euro. Zadebiutował w nim 1 sierpnia 2009 w wygranym 4:0 domowym spotkaniu z Kubaniem Krasnodar.
W 2011 roku Ibson odszedł ze Spartaka do Santosu FC.
| Sezon   | Klub                 | Kraj              | Rozgrywki     | Mecze | Bramki |
| ------- | -------------------- | ----------------- | ------------- | ----- | ------ |
| 2003    | CR Flamengo          | Brazylia          | Série A       | 7     | 0      |
| 2004    | CR Flamengo          | Brazylia          | Série A       | 42    | 6      |
| 2004/05 | FC Porto             | Portugalia        | Primeira Liga | 15    | 1      |
| 2005/06 | FC Porto             | Portugalia        | Primeira Liga | 18    | 1      |
| 2006/07 | FC Porto             | Portugalia        | Primeira Liga | 13    | 0      |
| 2007    | CR Flamengo          | Brazylia          | Série A       | 22    | 6      |
| 2008    | CR Flamengo          | Brazylia          | Série A       | 33    | 11     |
| 2009    | CR Flamengo          | Brazylia          | Série A       | 9     | 0      |
| 2009    | Spartak Moskwa       | Rosja             | Priemjer-Liga | 6     | 0      |
| 2010    | Spartak Moskwa       | Rosja             | Priemjer-Liga | 28    | 2      |
| 2011/12 | Spartak Moskwa       | Rosja             | Priemjer-Liga | 10    | 1      |
| 2011    | Santos FC            | Brazylia          | Série A       | 19    | 0      |
| 2012    | CR Flamengo          | Brazylia          | Série A       | 33    | 1      |
| 2013    | Corinthians Paulista | Brazylia          | Série A       | 20    | 0      |
| 2013/14 | Bologna FC           | Włochy            | Serie A       | 20    | 0      |
| 2014    | Recife               | Brazylia          | Série A       | 16    | 0      |
| 2015    | Minnesota United FC  | Stany Zjednoczone | NASL          | 26    | 6      |
| 2016    | Minnesota United FC  | Stany Zjednoczone | NASL          | 23    | 1      |
| 2017    | Minnesota United FC  | Stany Zjednoczone | MLS           | 31    | 0      |
| 2018    | Minnesota United FC  | Stany Zjednoczone | MLS           |       |        |